# Slow Jam
Slow Jam ist ein Begriff aus dem Englischen und wird häufig im Zusammenhang mit Musikrichtungen wie Rhythm and Blues, R&B, Funk, Soul, Jazz und Hip-Hop verwendet. Der Ausdruck “Slow Jam” (deutsch: „langsamer Jam“) ist eine nähere Beschreibung für einen sanften oder langsamen Song. Die Song-Texte eines Slow Jams handeln in der Regel von Liebe und Freundschaft. Eingeführt wurde der Begriff in den 1970er Jahren und wurde beispielsweise mit Balladen von großen Musiklabeln wie Motown in Verbindung gebracht. Etabliert hat sich der Begriff dann stark in der späteren R&B-Szene in den USA, die vor allem vom afroamerikanischen Kulturkreis geprägt war.
Er setzt sich zusammen aus den englischen Begriffen
- Slow – ‚langsam‘ (physikalisch, Zeit), ‚träge‘ (Eindruck), ‚sanft‘ (oft sexuell) und
- Jam – ‚Bühnenshow‘, ‚Probe‘, ‚Feier‘, ‚Musik-Party‘, ‚Improvisation‘ (to jam, ‚gemeinsam musizieren‘).